# Independence Memorial Hall
L'Independence Memorial Hall (aussi appelé Independance Commemoration Hall) est un monument national au Sri Lanka, construit pour commémorer l'indépendance du pays, et donc la fin de la gouvernance britannique, avec la restauration d'un gouvernement entièrement local, marqué par l'élection législative du 4 février 1948. Il est situé à l'Independance Square (anciennement appelé Torrington Square), dans le Cinnamon Gardens (en) de Colombo, capitale du pays. Il abrite également l'Independence Memorial Museum (en).
Le monument a été construit à l'endroit où se tint la cérémonie officielle marquant le début de l'autonomie du pays, avec l'inauguration du premier parlement par le Prince Henry, Duc de Gloucester, le 4 février 1948.
Au sommet du monument se dresse la statue du premier ministre du pays : Don Stephen Senanayake, surnommé "Le père de la Nation". La plupart des cérémonies annuelles pour la célébration de l'Indépendance du pays s'y tiennent. En dehors de sa fonction de monument historique, il a également servi à la tenue d'assemblées du Sénat de Ceylon (en), et de la Maison des Représentants de Ceylon (en), jusqu'à ce que le parlement soit déplacé dans un bâtiment dédié. Actuellement, le lieu accueille des cérémonies et évènements religieux, ainsi que des célébrations lors de journées nationales.

## Design

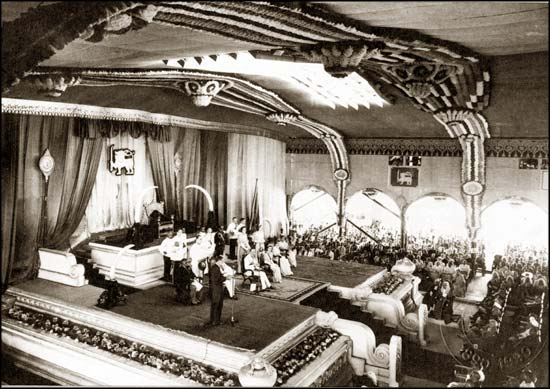
La cérémonie officielle marquant le début de l'autonomie, avec l'inauguration du premier Parlement sur le podium de l'Independence Square, Colombo.

Le bâtiment a été dessiné par un groupe de huit architectes reconnus, dirigés par Tom Neville Wynne-Jones ,, incluant F.H. Billimoria, Shirley de Alwis, Oliver Weerasinghe (en), Homi Billimoria (en), Justin Samarasekera (en) et M. B. Morina. L'architecture du bâtiment s'inspire du Magul Maduwa, le hall de audiences royales du Royaume de Kandy, le dernier royaume autochtone, de l'île, où fut signée le 5 mars 1815 la Convention de Kandy entre les Britanniques et les Chefs de Kandy (Radala (en)), marquant la fin du Royaume de Kandy. 

## Dans la culture populaire
Le Memorial Hall apparaît en tant que point de ravitaillement dans la saison 4 de The Amazing Race Asia (en), la 1ère saison de The Amazing Race Australia (en), et la seconde saison de l'édition israélienne de The Amazing Race.

## Evènements
- Célébrations d'Indépendance
- Cérémonies de serments du Président Maithripala Sirisena
- Funérailles du Président Ranasinghe Premadasa
- Funérailles de Gamini Dissanayake
- Funérailles de Lakshman Kadirgamar
- Funérailles de W. D. Amaradeva
- Funérailles de Vijaya Kumaratunga
- Funérailles de Lester James Peries
- Funérailles de Ven. Gangodavila Soma Thero